# 305 mm/45 Model 1906-10
305 mm/45 Model 1906 – 10 е разработено и произвеждано във Франция корабно оръдие с калибър 305 mm. Състои на въоръжение във ВМС на Франция. С тези оръдия са въоръжени първите френски дредноути от типа „Курбе“. Последващото развитие на това оръдие става артилерийската система 340 mm/45 Model 1912, с която са въоръжени френските линкори от типовете „Бретан“ и „Норманди“.